# Oliver Schmidt (Ingenieur)
Oliver Schmidt (* 9. Januar 1969 in Stadthagen) ist ein deutscher Ingenieur und ehemaliger Manager von Volkswagen in den USA. Er wurde wegen Beteiligung am Abgasskandal von einem US-amerikanischen Gericht als zweiter Deutscher nach James Robert Liang im Dezember 2017 zu sieben Jahren Haft und einer Geldstrafe verurteilt. Das Urteil ist in den USA und in Deutschland von großem öffentlichem Interesse.

## Leben
Schmidt stammt aus Stadthagen, der Kreisstadt des niedersächsischen Landkreises Schaumburg. Er studierte Maschinenbau an der Universität Hannover und arbeitete anschließend ab 1997 bei VW in Wolfsburg. Von Februar 2012 bis März 2015 war er in leitender Funktion beim VW-Konzern in den USA tätig und für Umweltfragen und die Zertifizierung von Fahrzeugen durch US-Umweltbehörden zuständig. Laut New York Times berichtete Schmidt dem damaligen Leiter der Motorenentwicklung bei Volkswagen, Heinz-Jakob Neußer, über die Abgaswertmanipulationen. Neußer gab die Information demnach an den Volkswagen-Vorstand weiter. Nach seiner Zeit in den USA arbeitete Schmidt wieder in Wolfsburg. Er wurde im Januar 2017 nach einem zweiwöchigen Urlaub am Flughafen von Miami vom FBI festgenommen.

## Ermittlungen und Prozess
Schmidt hatte seine Mittäterschaft zunächst bestritten und versuchte erfolglos, gegen eine Kaution von 1,6 Millionen US-Dollar freizukommen. Er bekannte sich schließlich im August 2017 schuldig. Er schloss eine Vereinbarung mit der Staatsanwaltschaft, durch die mehrere Anklagepunkte gestrichen wurden; das mögliche Höchststrafmaß senkte sich dadurch erheblich.
Vor Schmidt war der deutsche VW-Ingenieur James Robert Liang von einem US-Gericht wegen Verschwörung und Missachtung des Clean Air Acts zu 40 Monaten Haft und einer Geldbuße in Höhe von 200.000 Dollar verurteilt worden. Er hatte als Kronzeuge mit den Ermittlern kooperiert. Schmidt ist einer von acht früheren oder noch amtierenden Mitarbeitern des VW-Konzerns, gegen die in den USA Strafanzeigen gestellt wurden. Bis auf Liang werden die anderen Beschuldigten in Deutschland vermutet; eine Auslieferung an die USA ist nach Art. 16 des Grundgesetzes grundsätzlich nicht möglich.
Am 6. Dezember 2017 wurde Schmidt von einem Bundesgericht in Detroit wegen Verschwörung zum Betrug und Verstoßes gegen Umweltgesetze zu einer siebenjährigen Gefängnisstrafe und einer Geldstrafe in Höhe von 400.000 US-Dollar verurteilt. Noch im selben Monat wurde er daraufhin von Volkswagen entlassen.
Schmidt sieht sich als Bauernopfer in der Dieselaffäre. Er galt als weitgehend geständig und behauptete, nicht aus eigenem Antrieb gehandelt zu haben. Nach eigenen Angaben habe er erst im Sommer 2015 und in Schritten von illegalen Abschalteinrichtungen erfahren.
Im Juli 2020 wurde bekannt, dass Schmidt bald nach Deutschland überstellt werden könne. Ein US-Richter hatte bei einer Gerichtsanhörung der Überstellung zugestimmt.
Ende September 2020 wurde Schmidt nach Deutschland überstellt, wo er in die Justizvollzugsanstalt Uelzen kam. Am 20. Januar 2021 wurde er dann aus der Haft entlassen.